# Inéquation
 (septembre 2014).
Si vous disposez d'ouvrages ou d'articles de référence ou si vous connaissez des sites web de qualité traitant du thème abordé ici, merci de compléter l'article en donnant les références utiles à sa vérifiabilité et en les liant à la section « Notes et références ».

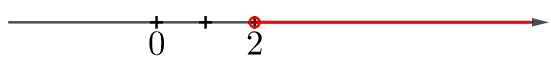
Graphique montrant X > 2

Une inéquation est une question, sous forme d'une inégalité entre deux quantités algébriques. Cette inégalité contient des inconnues. Résoudre une inéquation, c'est trouver les valeurs de ces inconnues qui rendent vraie l'inégalité.
Il faut évidemment que le symbole < ou ≤ ait un sens. Il est donc nécessaire, en mathématiques élémentaires, que les inconnues appartiennent à l'ensemble des nombres réels ou à une de ses parties. En particulier, il est impossible de travailler dans l'ensemble des nombres complexes.
Exemples :
- {\displaystyle 3c+2>10~}
- {\displaystyle t^{2}+3t\leqslant t-1}
- {\displaystyle 3x+2y\geqslant 5}
- {\displaystyle {\sqrt {x^{2}+3x-5}}<2x-3}

## Règles opératoires
La résolution des inéquations requiert la connaissance de quelques règles opératoires s'apparentant à celles déjà évoquées pour la résolution des équations mais avec de subtiles et fondamentales différences :
1. Transitivité de l'inégalité
Si {\displaystyle a<b} et {\displaystyle b<c} alors {\displaystyle a<c} (propriétés valables pour deux inégalités de même nature : deux inégalités « {\displaystyle <} », ou deux inégalités « {\displaystyle >} » ou deux inégalités « {\displaystyle \leqslant } » ou deux inégalités « {\displaystyle \geqslant } »
2. On peut ajouter un même nombre aux deux membres d'une inégalité sans en changer la nature.
Si {\displaystyle a<b} alors {\displaystyle a+c<b+c}
3. On peut soustraire un même nombre aux deux membres d'une inégalité sans en changer la nature.
Si {\displaystyle a<b} alors {\displaystyle a-c<b-c}
4. On peut multiplier par un même nombre strictement positif (donc différent de 0) les deux membres d'une inégalité sans en changer la nature.
Si {\displaystyle a<b} et si {\displaystyle c>0} alors {\displaystyle ac<bc}
Si on multiplie par un nombre strictement négatif (donc différent de 0), l'inégalité change de sens
Si {\displaystyle a<b} et si {\displaystyle c<0} alors {\displaystyle ac>bc}
5. On peut diviser par un même nombre strictement positif (donc différent de 0) les deux membres d'une inégalité sans en changer la nature.
Si {\displaystyle a<b} et si {\displaystyle c>0} alors {\displaystyle {\frac {a}{c}}<{\frac {b}{c}}}
Si on divise par un nombre strictement négatif (donc différent de 0), l'inégalité change de sens
Si {\displaystyle a<b} et si {\displaystyle c<0} alors {\displaystyle {\frac {a}{c}}>{\frac {b}{c}}}

À ces quelques règles, on ajoutera les quatre règles suivantes :
- L'inégalité est compatible avec l'addition, c'est-à-dire que l'on peut additionner membre à membre deux inégalités de même nature

Si {\displaystyle a<b} et {\displaystyle a'<b'} alors {\displaystyle a+a'<b+b'}
Mais on ne peut pas soustraire membre à membre deux inégalités de même sens (car une soustraction est une addition de l'opposé et la prise de l'opposé change le sens de l'inégalité).
- L'inégalité est compatible avec la multiplication seulement pour des nombres positifs, c'est-à-dire que l'on peut multiplier membre à membre deux inégalités constituées de nombres positifs entre deux inégalités de même sens

Si {\displaystyle 0<a<b} et {\displaystyle 0<a'<b'} alors {\displaystyle aa'<bb'}
- La prise de l'opposé ou celle de l'inverse (pour des nombres de même signe) est une fonction décroissante, c'est-à-dire qu'elle change le sens de l'inégalité.

Si {\displaystyle a<b} alors {\displaystyle -a>-b}
Si {\displaystyle 0<a<b} alors {\displaystyle {\frac {1}{a}}>{\frac {1}{b}}}
Si {\displaystyle a<b<0} alors {\displaystyle {\frac {1}{a}}>{\frac {1}{b}}}
- L'image par une fonction monotone :

Si {\displaystyle a<b} et f fonction croissante alors {\displaystyle f(a)<f(b)}
Si {\displaystyle a<b} et f fonction décroissante alors {\displaystyle f(a)>f(b)}
- La règle des signes : le produit de deux quantités de même signe est positif, le produit de deux quantités de signes opposés est négatif.

## Résolution d'inéquations particulières
- Inéquation du premier degré
- Inéquation du second degré
- Inéquation se résolvant par tableau de signes